# 反勝
反勝（又稱反敗為勝、逆轉勝）是一個體育術語，在體育比賽中，一名選手或一支隊伍在大幅落後下仍能克服劣勢而贏得比賽，更會被形容為「體現體育運動精神的最高境界」。由於反勝的場面較少出現，因此一旦發生便會受到極大關注，因為在大幅落後或形勢非常不利的情況下仍不放棄而反勝是非常難能可貴的，反勝一方的支持者的喜悅更會比一般的勝利更大。體育報導常以「絕地反勝」、「逆轉勝」等作為標題來形容一些很精彩的反勝，以吸引讀者。
在大部份計時的體育項目中，例如足球或籃球，由於有時間限制的因素，一些絕地反擊會在可控的情況下避免發生。然而，一些運動項目例如棒球及網球中，未到最後一刻仍然有反超前的可能性，在棒球比賽若停止搶分卻存在被逆轉的可能，但卻有領先幅度過大便不主動搶分的潛規則，因此對於應否在大幅領先便停止搶分則成為一個極具爭議性的議題。
一些學術研究提出，在計時類體育項目如籃球、冰球和美式足球等，在比賽剩下1/5的時間處於落後而反勝的一方便被稱為「Comeback」。造就反勝的條件包括主場優勢，統計指出在NBA中擁有主場優勢的球隊相較於作客的球隊有以33%對10%的比率達成反勝。在英語世界中，相對而言，「Choke」是用作形容被反勝的一方。
在足球，由於平均入球數量不多，一旦一支球隊曾經落後而最終取勝，便會被稱為反勝。另一方面，一支球隊在大比數落後下最終逆轉，則會被稱為「奇蹟反勝」、「絕地反勝」等，2019年的年度反勝則是歐洲聯賽冠軍盃四強賽，利物浦在首回合落後0:3之下，在次回合以4:0大勝，總比數以4:3擊敗巴塞隆拿。

## 足球
在足球中，一些經典反勝包括：

### 歐洲冠軍聯賽
- 1999年歐洲冠軍聯賽決賽，曼聯對拜仁慕尼黑，曼聯落後0:1，補時階段連入兩球反勝2:1。
- 2003/04年歐冠8強「里亞索奇蹟」，拉科魯尼亞對AC米蘭，首回合落後1:4，次回合大勝4:0，總比數5:4晉級。
- 2005年歐洲冠軍聯賽決賽，利物浦對AC米蘭，在上半場落後0:3之後，下半場連入3球追平，最終以互射十二碼取勝。
- 2016/17年歐冠16強「2017年諾坎普奇蹟」，巴塞隆納對巴黎聖日耳曼，首回合落後0:4，次回合贏6:1，總比數6:5逆轉晉級。
- 2017/18年歐冠8強「羅馬奇蹟」，羅馬對巴塞隆納，首回合落後1:4，次回合贏3:0，以作客入球優惠晉級。
- 2018/19年歐冠4強「2019年安菲爾德奇蹟」，利物浦對巴塞隆納，首回合落後0:3，次回合大勝4:0，總比數4:3逆轉晉級。
- 2018/19年歐冠4強，熱刺對阿積士，首回合落後0:1，次回合客場又被連進2球，但最終以3:2翻盤，靠著客場進球3:1晉級。

### 英超
- 2011/12年英超最後一輪，曼城對QPR，曼城落後1:2，在補時階段連入兩球反勝3:2，成功在積分榜追過曼聯獲得聯賽冠軍。

### 英格蘭聯賽盃
- 2012年英格蘭聯賽盃，阿仙奴對雷丁，阿仙奴半場落後0:4，最終反勝7:5。

## 籃球
- 2004年NBA常規賽，侯斯頓火箭對聖安東尼奧馬刺，火箭在比賽最後一分鐘仍然落後10分，特雷西·麦克格雷迪在最終的35秒攻入13分，以81:80反勝馬刺。
- 2017年NBA季後賽西岸決賽，金州勇士對聖安東尼奧馬刺，在落後25分之下，勇士中鋒扎扎·帕楚里亚對馬刺科懷·雷納德惡意犯規導致對方受傷離場，勇士成功大逆轉。

## 棒球
- 再見安打
- 日本大賽迄今共發生3次讓三追四的大逆轉：1958年太平洋聯盟西鐵對中央聯盟讀賣巨人、1986年西武獅對廣島鯉魚、1989年巨人對近鐵猛牛。
- 2004年美國聯盟冠軍賽，美聯外卡波士頓紅襪對美聯東區冠軍紐約洋基，紅襪在連輸3場陷入0比3絕對落後的情況下，連續拿下4勝最終大逆轉淘汰了洋基，闖入世界大賽。這是MLB歷史上迄今唯一一次讓三追四。